# 副热带湿润气候

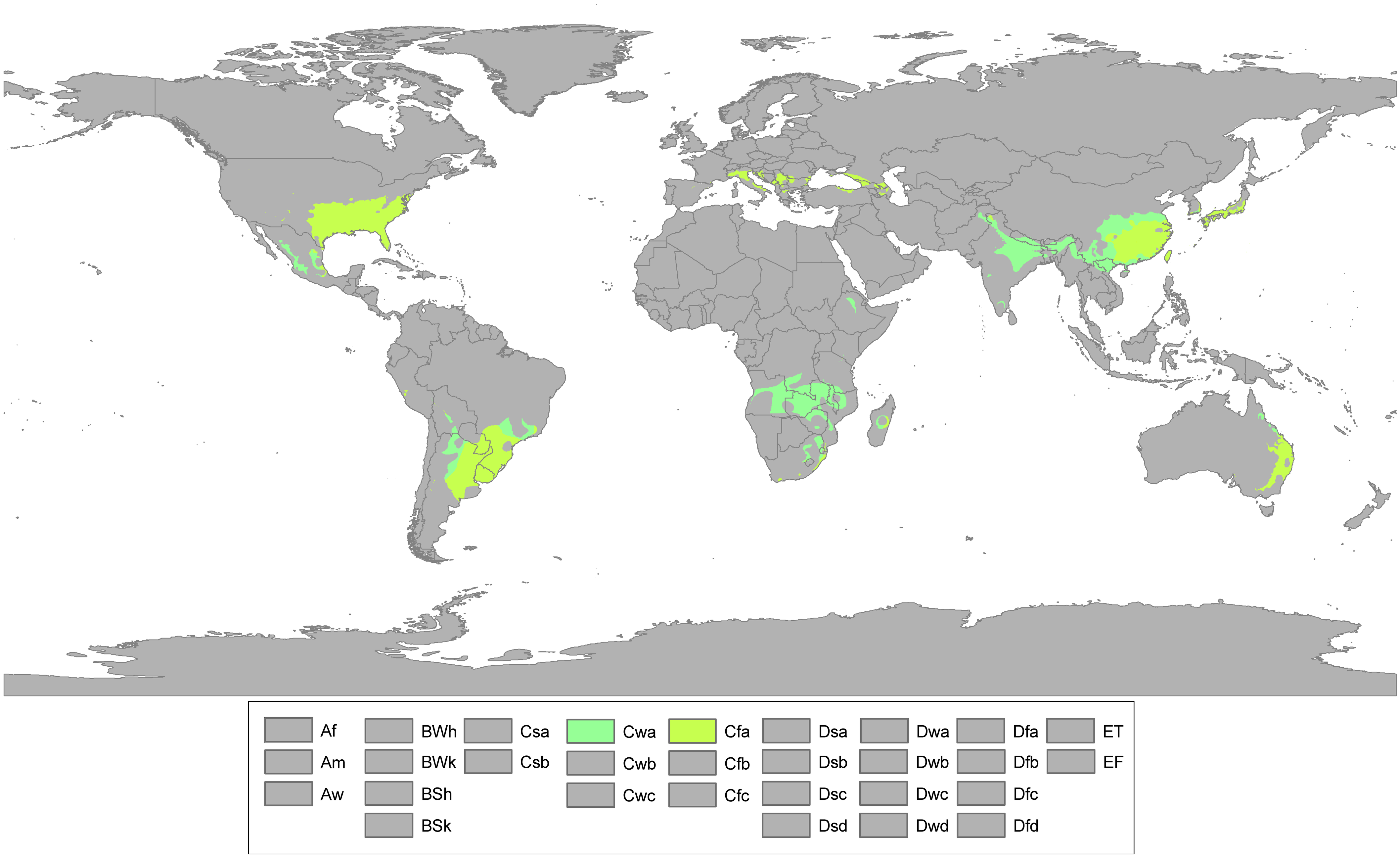
副熱帶濕潤氣候分布圖
亚热带湿润气候（Cfa）
亚热带季风性湿润气候（Cwa）

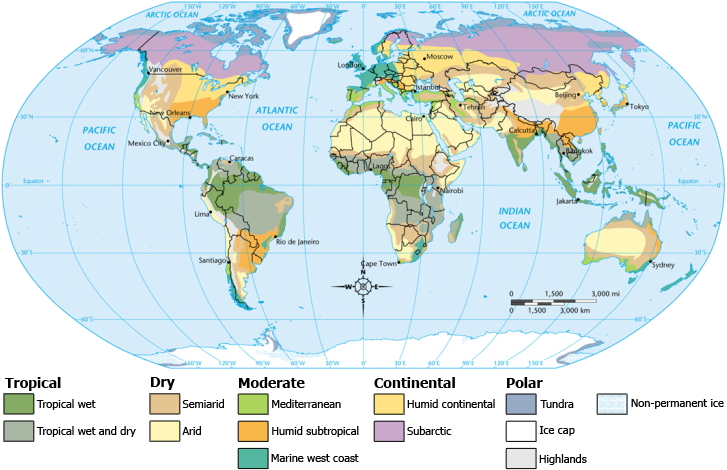
副热带湿润气候，而分佈在东亚的橙色部份為亚热带季风气候

亚热带湿润气候（英語：humid subtropical climate）与亚热带季风性湿润气候（英語：monsoon influenced humid subtropical climate），其特点与副热带季风气候相似，都是夏季炎热多雨，冬季温和少雨。
副热带湿润气候通常位于所有大陆的东南侧，通常在纬度25°和40°之间。虽然许多亚热带气候往往位于沿海地区或附近，但在某些情况下，它们延伸到内陆，尤其是在中国和美国，在那里它们表现出更明显的季节变化。因為海洋的比熱容較大，有儲熱、放熱的特性，因此能調節附近氣候，使其不會劇烈變化。
副热带湿润气候降雨经常在夏季出现高峰，特别是在季风发达的地方，如东南亚和南亚。其他地区的降雨周期更加均匀或变化，但始终缺乏任何可预测的干旱夏季。大多数夏季降雨发生强烈的地表加热和强烈的亚热带太阳角而形成的雷暴期间。从邻近温暖的热带海洋进入的弱热带低压以及罕见的热带风暴常常导致夏季季节性降雨高峰。冬季降雨通常与西风带来的大风暴有关，这些风暴的前沿可以到达亚热带区域。然而，许多亚热带气候，如东南亚或佛罗里达州，冬季非常干燥，有频繁的山火和水资源短缺等灾害。

## 分布
具体分布于：美國东南部、阿根廷、乌拉圭、巴西南部、南非东南海岸、中國东南部、印度北部、澳洲東岸、和越南北部。

## 成因
与副热带季风气候相似，为海陆热力性质差异引起，但所处的陆地面积较小，海陆热力性质差异不突出，因此季风不显著。同時受到大陸東岸的暖流及信風的影響，將海洋的暖溼空氣吹入內陸，而冬季又較副熱帶季風氣候不冷（因為無東亞大陸較冷冽的大陸冷氣團之影響），該氣候區較同緯度大陸中西部來得暖溼。

## 特征
与东亚的副热带季风气候区相比，有如下特征：
1. 冬夏温差比季风区小。原因在于东亚冬季蒙古高压强大。
2. 降水分配比季风区均匀。原因在于常受暖流和海洋副熱帶高壓西缘的影响，夏季多雨，但冬季大陆高压不明显或不强，所以冬季不甚干冷。

### Cfa与Cwa的含义
Cfa与Cwa均为柯本气候分类法划分出的气候型。
- 亚热带湿润气候 Cfa: C = 温暖带 f = 湿地型 a = 夏季炎热
- 亚热带季风性湿润气候 Cwa: C = 温暖带 w = 冬天旱季型 a = 夏季炎热

## 自然带与农业景观
与副热带季风气候区相类似，以副热带常绿阔叶林为主，作物为水稻等副热带作物。

## 非洲
在非洲，副热带湿润气候主要分布在非洲大陆南部。Cwa型气候存在于非洲中部与东部的大量内陆地区。这些地区包括：安哥拉中部、津巴布韦东北部、莫桑比克的尼亚萨省、马尼卡省和太特省、刚果民主共和国南部省份、坦桑尼亚西南部以及马拉维和赞比亚的大部分地区。埃塞俄比亚高原的一些较低地区也有这种气候。
南非南部和东部的狭窄沿海地区也有这种气候，主要分布在夸祖鲁-纳塔尔省和东开普省。南非版的这种气候特点是海洋影响大，导致温度更加温和。这一点在冬季尤为明显，此时其温度不会下降得像副热带湿润气候的很多其他地区那样低。

## 亚洲

### 东亚
在东亚，这种气候类型分布于中国大陆从香港到南京的东南部分、台湾的中北部以及南部的嘉義縣市、台南市與東部的花蓮縣、缅甸北部、越南北部、日本南部和中部（九州、四国和本州南部）及朝鮮半島的南海岸与济州岛。
东亚地区强烈的西伯利亚反气旋的影响比北美、南美和澳大利亚潮湿的亚热带地区带来更冷的冬季气温。0°C等温线南下至位于34°N左右的黄河与渭河河谷，海南岛和台湾島的气候由亚热带向热带过渡。该地区大部分地区冬季风发育良好，东亚湿润亚热带地区冬季时旱季强，夏季降水充沛。
只有长江以下的内陆地区和大约淮河与广东沿海交界的沿海地区才有足够的冬季降水形成副热带湿润气候;即使在这些地区，降雨和水流也显示出非常明显的夏季高峰，这与其他这种气候类型的地区不同。干旱对副热带湿润气候地区的农业可能极富威胁，造成的后果往往是灾难性的。
冬季降水与夏季降水相等甚至超过夏季降水的唯一地区
是日本西部海岸的山阴地方，因为此地冬季时在西风带迎风一侧。这些地区的冬季降水通常是由东海岸附近的低压系统产生的，这些低压系统是在西伯利亚高压向海岸流动的过程中形成的。夏季降水来自东亚季风和频繁的台风。年降雨量一般超过1000毫米(39英寸)，喜马拉雅山脉以下地区的降雨量可能更高。

### 东南亚
在东南亚，90%的地区为热带气候。但是在缅甸北部、老挝北部、越南北部的一些城市（尤其是河内），副热带湿润气候仍然存在。
处于这种气候的东南亚地区以凉爽气温为特征，在十二月、一月与二月气温可低至15℃。不像东亚的处于这种气候的很大一部分地区的是，东南亚大部分地区很少经历降雪。这些地区倾向于以热湿的夏季与凉湿的冬季为特征，夏季气温在25℃至30℃间变化。

### 南亚
南亚也有副热带湿润气候，主要分布在恒河沿岸。然而，这里所显示的副热带湿润气候与东亚的气候有显著的不同(就这一点而言，地球的很大一部分同样如此)。这里的冬天通常是温和、干燥和相对较短的。它们也容易起雾。夏季往往很长，很热，从4月中旬开始，在5月和6月初达到顶峰，高温往往超过40°C(104°F)。它们往往非常干燥，伴有沙尘暴，这些特征通常与干旱或半干旱气候有关。在此期间，许多原生树木为了节水而落叶。紧随其后的是较冷的季风，该地区几乎每天都会经历暴雨。平均高温在季风季节下降，但湿度增加。这导致了炎热潮湿的条件，类似于夏季在其他潮湿的亚热带气候。新德里、勒克瑙、坎普尔和巴特那等城市展现了印度这种非典型的气候。在巴基斯坦，伊斯兰堡和拉瓦尔品第这两座孪生城市，以及开伯尔-普赫图赫瓦的斯瓦比市，都以这种天气模式为特色。
在南亚，副热带湿润气候通常随着高度的增加与大陆气候相邻,或与在巴基斯坦西部和印度西北部的冬雨型气候相邻(例如巴基斯坦西北部白沙瓦或在印度的克什米尔谷地的斯利那加,主要降水峰值发生在3月,不是7月或8月)。再往东，在季风期较长的高原地区，如尼泊尔，季节温度变化低于低地。

### 西亚
虽然亚洲的副热带湿润气候主要局限于亚洲大陆的东南四分之一，但里海和黑海沿岸有两个狭长的区域属于副热带湿润气候。这些地区的夏季比典型的副热带湿润气候凉爽，冬季降雪相对常见，但通常持续时间较短。
在亚洲西部，这种气候类型普遍存在于伊朗吉兰省和马赞德兰省,高加索地区的部分,以及夹在里海、黑海和土耳其黑海沿海之间的阿塞拜疆和格鲁吉亚,尽管有更多的海洋的影响。
亚洲西部副热带湿润气候的年降水量范围在萨里市的约为740毫米(29英寸)到安扎利港的超过2000毫米(78英寸)。全年降雨量都较大，最高降雨量出现在10月或11月，在安扎利港平均可达400毫米(16英寸)。与西亚其他地区相比，气温一般适中。在冬季，沿海地区会降雪，降雪时间通常很短。
拉什特地区7月份的平均最高气温为28°C(82°F)左右，但湿度接近饱和，而1月份的平均最高气温为9°C(48°F)左右。这场分布均匀的强降雨向北延伸至阿塞拜疆里海沿岸地带，一直延伸到其北部边界。
格鲁吉亚西部(巴统和库塔伊西)位于科尔克赫蒂低地和土耳其东北海岸(吉雷松)，气候与伊朗的吉兰和马赞达兰相似，与阿塞拜疆东南部和北部非常相似。夏季气温为22°C，冬季气温为5°C，降雨量甚至比伊朗里海沿岸还要多，霍帕(土耳其)的降雨量高达每年2300毫米。这些气候是Cfb/Cfa(海洋性气候/湿润的亚热带气候)的临界情况。

## 北美洲
在北美，副热带湿润气候几乎只存在于美国墨西哥湾和东海岸各州，包括以下几个州：德克萨斯州的东部、俄克拉荷马州、路易斯安那州、阿肯色州、阿拉巴马州、密西西比州、田纳西州、肯塔基州、北卡罗来纳州、南卡罗来纳州、佐治亚州和佛罗里达州。在佛罗里达半岛，潮湿的亚热带气候被位于南佛罗里达和佛罗里达群岛的热带气候所取代。
根据科本的气候分类，这种气候也可以在大西洋中部发现，主要是弗吉尼亚州、西弗吉尼亚州、马里兰州、特拉华州和华盛顿特区的低海拔地区包括新泽西州、宾夕法尼亚州东南部和纽约州最南部，特别是纽约市和长岛部分地区。在中西部，主要是在堪萨斯州和密苏里州的中部和南部，以及伊利诺斯州、印第安纳州和俄亥俄州的南部，也能发现这种气候。
在墨西哥，有小部分地区分布着副热带湿润气候，主要是在美国东北部靠近墨西哥湾的区域。其他可以找到该气候的地区包括高海拔的跨墨西哥火山带和东方马德雷山脉。尽管地处海拔较高的地区，但这些地区的夏季过于温暖，不具备亚热带高原气候的资格。瓜达拉哈拉的气候就是一个很好的例子。
除了墨西哥的偏远地区，北美这一气候区最南端的界限就在南佛罗里达以北和南部沿海的德克萨斯州周围。位于最南端的城市，如坦帕和奥兰多，以及沿着科珀斯克里斯蒂(Corpus Christi)附近的德克萨斯州海岸向布朗斯维尔(Brownsville)延伸，通常全年气候温暖，季节间温差极小。相比之下，位于气候区最北端的城市，如纽约、费城和路易斯维尔则以炎热潮湿的夏季和寒冷的冬季为特色。这些地区的冬季平均气温处于亚热带湿润气候的最冷极限。
这个气候区降雪变化很大。在这个区域的南部边缘和墨西哥湾沿岸地区，像奥兰多、坦帕、休斯顿、新奥尔良和萨凡纳这样的城市很少下雪，每一代人最多只能降雪几次。在更北的南方城市或内陆城市，如亚特兰大、伯明翰、夏洛特、达拉斯、孟菲斯、纳什维尔和罗利，雪只偶尔下，通常不超过3英寸。然而，这里冬天的大部分时间，气温都保持在冰点以上或远高于冰点。在该区域的最北端，纽约、费城和巴尔的摩等城市在冬季通常会下雪，偶尔会有暴风雪。尽管如此，在这些地区，典型冬季的平均气温仍徘徊在零度以上。降水丰富，但在最潮湿/最干燥的月份和季节方面存在显著差异。南部内陆的大部分地区，包括田纳西州、肯塔基州，以及密西西比州和亚拉巴马州的北部地区，往往在冬季或春季(而不是夏季)降水最多。在靠近南大西洋和墨西哥湾海岸的地方，夏季是最热的，7月或8月通常是最潮湿的月份，比如在诺福克、哈特勒斯角和杰克逊维尔、北卡罗来纳州、查尔斯顿、南卡罗来纳州、莫比尔、阿拉巴马州和新奥尔良。从北卡罗莱纳南部(威明顿，北卡罗莱纳地区)到佛罗里达，沿大西洋海岸有明显的季风模式（干燥的冬季或潮湿的夏季）。佛罗里达半岛的季节性季风要强烈得多，因为佛罗里达的大部分地区冬干夏湿。
此外，在德克萨斯州地区靠近墨西哥湾的地区，如在半干旱气候区附近的奥斯丁和圣安东尼奥，降水量普遍在5月达到峰值，在夏季达到最低点。而次要的降水量高峰，往往会出现在9月或10月。德克萨斯州南部墨西哥湾沿岸(布朗斯维尔)的南部地区，与热带气候分类非常接近，通常在9月份降水最多，冬季有干旱的趋势，春季雨水增多，12月或1月往往是最干燥的月份。

## 南美洲
南美洲的大部分地区都属于副热带湿润气候。具体来说，该气候覆盖了巴西南部的几个州，包括巴拉那，巴拉圭的部分地区，乌拉圭的所有地区，以及阿根廷的拉普拉塔里约热内卢地区。圣保罗、布宜诺斯艾利斯、阿雷格里港、蒙得维的亚等主要城市也属于亚热带湿润气候，夏季湿热，冬季温和凉爽。这些地区（包括潘帕斯草原）通常以副热带湿润气候分类为特征。

## 欧洲
欧洲大陆和许多副热带湿润气候区内的其他大陆的不同之处在于，欧洲东面没有大片海洋，所以欧洲的亚热带湿润气候仅限于地中海和黑海盆地边缘的相对较小的地区。Cfa区通常是沿海的地中海气候区与西部和北部的海洋性和湿润大陆性气候区之间的过渡区，这里温暖月份的降雨量对于地中海气候区来说过高，而温度（夏季和/或冬季）又过于温暖，无法形成海洋性或湿润大陆性气候。欧洲的副热带湿润气候地区湿度没有其他大陆的该气候地区那么高。
意大利北部的波河河谷，包括米兰、都灵、博洛尼亚和维罗纳等主要城市，属于亚热带湿润气候，夏季炎热潮湿，雷暴频发；冬天多雾，潮湿，寒冷，有突发的霜冻。山谷的一些地方有温和的大陆性气候。马焦雷湖(Lake Maggiore)、卢加诺湖(Lake Lugano)、科莫湖(Lake Como)(意大利的科莫和韦尔巴尼亚以及瑞士的卢加诺)沿岸地区属于亚热带湿润气候，夏季雨量充沛。
亚得里亚海北部沿海地区也属于该气候区。这些城市包括意大利的里雅斯特、威尼斯和里米尼、克罗地亚的斯普利特、斯洛文尼亚的科佩尔和黑山的科托尔。副热带湿润气候内的其他南欧地区包括西班牙赫罗纳和巴塞罗那的中部山谷和加泰罗尼亚海岸，西班牙东北部的一些地区(韦斯卡)，希腊的西马其顿(科扎尼)，法国的加龙河谷(图卢兹)和罗纳河谷(阿维尼翁)。
黑海沿岸的保加利亚瓦尔纳，罗马尼亚康斯坦察，俄罗斯索契和克里米亚等地区，即使与湿润的大陆区紧密相连，但由于夏天温暖，最暖月气温大于22°C，海洋没有结冰期，有充足的夏季降水，所以这些地区适合归入Cfa类别。所有这些地区在冬季偶尔会有降雪，在某些情况下会重复降雪和结冰。
在欧洲中部，有一小部分过渡区域，位于湿润的亚热带气候位于海洋性气候和大陆性气候之间，比如塞尔维亚。该地区夏季气温较高，不太符合纳入海洋性气候的条件。欧洲有这种气候的地区的夏季平均气温通常没有世界上大多数的亚热带地区高。
在亚速尔群岛，一些岛屿具有这种气候，冬季非常温和多雨（>13 °C），没有降雪，夏季温暖（>21 °C），但在最温暖的时期没有旱季，这意味着它们既不能归入海洋气候，也不能归入地中海气候，只能归入亚热带湿润气候，如科尔沃岛。
这些地点大多不属于潮湿的亚热带地区。与澳大利亚东部和美国南部不同，欧洲没有较高的夏季降水和夏季向极地流动的热带气团。

## 大洋洲
湿润的亚热带气候区主要位于澳大利亚东部。从昆士兰的麦凯到墨爾本澳洲東南部海岸的沿海地带，在那里它过渡到凉爽潮湿的海洋气候
湿润的亚热带气候从悉尼东北约200公里的纽卡斯尔延伸至新南威尔士州内陆，不包括高原地区(那里有海洋性气候)，西北延伸至杜博，南部延伸至沃加沃加，最后在新南威尔士州/维多利亚边境(阿尔布里-沃东加)结束。值得注意的是，这些地方将具有半干旱和/或地中海气候的特点，尤以墨爾本為甚。此外，内陆湿润的亚热带气候通常有干燥的夏季，或至少有低湿度的夏季。与澳大利亚湿润的亚热带气候地区的其他大城市相比，悉尼更容易遭遇极端高温，尤其是在西郊，那里的高温超过40°C并不少見。霜冻在悉尼的内陆地区很普遍，比如里士满。悉尼地区的年平均降雨量在800毫米到1200毫米之间。通常有一个明显的夏季降雨最大值，变得更加明显向北移动。在布里斯班，最潮湿的月份(2月)的降雨量是最干燥的月份(9月)的5倍。气温由高到高，但并不过分:2月份的平均最高气温通常在29°C(84°F)左右，7月份在21°C(70°F)左右。除了在较高的海拔，霜冻极为罕见，但35度(95度)以上的高温在海岸并不常见。
在澳大利亚潮湿的亚热带气候区，沿海地区的年降雨量可高达2000毫米(80英寸)，一般为1000毫米(40英寸)或以上。沿海地区最强烈的2-3天降雨周期是一个大型高压系统北部形成东海岸低气压的结果，由于这些系统的存在，年降雨量可能会有很大的变化。例如，利斯莫尔位于该区域的中心，年降雨量从1915年的不足550毫米(22英寸)到1950年的超过2780毫米(110英寸)不等。